# Antonio José Ponte
Pour les articles homonymes, voir Ponte.
Antonio José Ponte, né en 1964 à Matanzas, est un écrivain cubain.

## Œuvres
- Asiento en las ruinas (1997)
- Las comidas profundas (1997)
- Cuentos de todas partes del imperio (1997)
- Un seguidor de Montaigne mira La Habana (2001)
- El libro perdido de los origenistas  (2002)
- Contrabando de sombras (2002)
- Un arte de hacer ruinas y otros cuentos (2005)

### Traductions françaises
- L'Ombre de La Havane, traduction par Liliane Hasson de Contrabendo de sombras, Autrement, 1997
- Les Nourritures lointaines, traduction par Liliane Hasson de Las comidas profundas, Deleatur, 2001
- « La Requête d'Ochún », traduction de Liliane Hasson, in Les Bonnes Nouvelles de l'Amérique latine, Gallimard, « Du monde entier », 2010  (ISBN 978-2-07-012942-3)